# オカンは俺より野球が好き
『オカンは俺より野球が好き』（おかんはおれよりやきゅうがすき）は、愛媛朝日テレビで、2019年2月18日19:00 - 19:54に放送されたテレビドラマ。

## 概要
2017年に愛媛朝日テレビは長野朝日放送と共同でオムニバスドラマ『りんごとミカン』を制作。それが好評を博し、今回は同作において同局初の単独でのドラマ制作となった。
愛媛県松山市を舞台にしたドラマで、撮影もすべて松山市において行われた。
ドラマ終了後から2019年2月25日までAbemaTVにおいて、また2019年3月31日までTVer、GYAO!、テレ朝動画において無料動画配信が行われた。
2019年6月15日土曜日14：00 -  14:55まで石川県の北陸朝日放送で放送された。高校野球石川大会開催前の一環として放送された。全国各地でも2019年2月以降、平日午後・土曜日午後・平日深夜に放送された。
2020年9月9日、BS朝日・BS朝日 4Kにて23:00 - 10日0:00（9日深夜）の枠で全国放送された。

## あらすじ
野球好きの母親・真由美と松山市の高校の野球部に所属する息子・翔太の親子の物語。
親子で甲子園出場を目指して部活動に頑張っていたが、野球以外の目標が見つかった翔太。ふたりは次第にぎくしゃくし始める…

## キャスト
- 中嶋 真由美 - 坂井真紀
- 中嶋 翔太 - 泉澤祐希
- 喫茶店乃亜のマスター - 水田信二
- あやこ(喫茶店の新人バイト) - summer（劇中歌も歌唱）
- 整体師 ‐ 齊官昌伍（ひめころん）
- スポーツ用品店の店員 ‐ 杵築拓也（ひめころん）
- 村上 花（真由美の勤務先の同僚） ‐ 片岡礼子
- 翔太の野球部の監督 ‐ 市脇康平
- 真由美の勤務先の上長 - 杉本恭
- 吉田正美、平田裕二、大澤寧工

## スタッフ
- 脚本・監督 : 渡部亮平
- 企画 : 檜垣佳宏（愛媛朝日テレビ）
- 総括プロデューサー : 松浦千代城（愛媛朝日テレビ）
- 音楽 : 近谷直之
- 撮影 : 岩永洋
- 録音 : 光地拓郎（花音）
- 編集 : 山田佑介
- キャスティング・機材協力 : 森幸一郎（愛媛を舞台にした自主映画の会～ヒメブタの会）
- 助監督 : 川井隼人
- ロケコーディネーター : 入江初美、福岡晋也
- ロケ協力 : 愛麺株式会社、フクヤスポーツ、伊予鉄道、愛媛県立松山東高等学校　ほか
- 撮影協力 :  NPO法人アジア・フィルム・ネットワーク、 NPO法人Quality And Communication of Art（アートNPOカコア）、株式会社まちづくり松山、松山銀天街第一商店街振興組合
- 渉外 : 別府聡（愛媛朝日テレビ）
- 広報 : 水田聡、中村京（愛媛朝日テレビ）
- プロデューサー : 村山えりか（C&I エンタテインメント）
- 製作著作 : 愛媛朝日テレビ